# 833
Évszázadok: 8. század – 9. század – 10. század
Évtizedek: 780-as évek – 790-es évek – 800-as évek – 810-es évek – 820-as évek – 830-as évek – 840-es évek – 850-es évek – 860-as évek – 870-es évek – 880-as évek
Évek: 828 – 829 – 830 – 831 –  832 – 833 – 834 – 835 – 836 – 837 – 838

## Események

### Európa
- Jámbor Lajos frank császár legidősebb fia, Lothár IV. Gergely pápa támogatásával csatlakozik fivérei lázadásához. Itáliai seregével apja ellen vonul, akivel Rothfield mezején (Colmar mellett) találkozik. A pápa közvetítésével tárgyalásokat kezdenek, eközben a három fiú (Lothár, Pippin és Lajos) ígérgetésekkel, meggyőzéssel a maguk oldalára állítják apjuk főurainak nagyobbik részét. A császár hamarosan döntő létszámhátrányba kerül és kénytelen megadni magát. A három fiú megfosztja őt császári címétől, amelyet Lothár vesz magára, és az őrizetbe veszi apját, akit nyilvános vezeklésre kényszerít.
- Mojmir morva fejedelem megtámadja Nyitrát és elűzi annak fejedelmét, Pribinát. Pribina a frank Pannóniai őrgrófság prefektusához, Radbodhoz menekül, aki bemutatja őt Német Lajosnak és követőivel együtt megkeresztelteti a szláv főurat. A későbbiekben Pribina összevész a prefektussal és a bolgár kánhoz, majd Ratimir alsó-pannóniai szláv fejedelemhez menekül.
- Malamir bolgár kán megöleti bátyját, Enravotát, mert az nem hajlandó feladni keresztény hitét.

### Abbászida Kalifátus
- Al-Mamún kalifa 46 éves korában ételmérgezésben meghal a kilikiai Tarszosz közelében. Mellette lévő öccse, al-Mutaszim kalifává kiáltja ki magát, annak ellenére, hogy al-Mamún fia, al-Abbász elég idős és katonai tapasztalattal is rendelkezik. Al-Abbász azonban nem akar polgárháborút és hűséget esküszik nagybátyjának.

### Japán
- Dzsunna császár tíz évnyi uralkodás után lemond a trónról unokaöccse, Ninmjó javára.

## Születések
- Cheimseei Irmgard, Német Lajos lánya
- Tang Ji-cung, kínai császár

## Halálozások
- augusztus 9. - Al-Mamún, abbászida kalifa
- Ibn Hisám, arab történetíró
- Garcia Galindez, aragóniai gróf

## Fordítás
- Ez a szócikk részben vagy egészben  a(z)   833 című angol Wikipédia-szócikk ezen változatának fordításán alapul.  Az eredeti cikk szerkesztőit annak laptörténete sorolja fel. Ez a jelzés csupán a megfogalmazás eredetét és a szerzői jogokat jelzi, nem szolgál a cikkben szereplő információk forrásmegjelöléseként.